# Lluís Massó i Simó
Lluís Massó i Simó (Riudoms, 1867 - Madrid, 21 d'octubre de 1946) va ser un polític i granger català
D'idees anarquistes, en la seva primera joventut s'instal·la a Reus on va fer amistat amb polítics republicans i on va ser dirigent del Partit Republicà Federal. Va ser un dels protagonistes de la celebració del primer de maig el 1890, que per primera vegada va ser una manifestació general a diferents països, i el 1893 va marxar a Barcelona, on va fundar el Centre Federal del carrer dels Mercaders, el Sindicat Gremial, la revista La Voz de los Gremios i va organitzar algunes escoles laiques per a obrers. S'expressava a través del periòdic El Programa, i va ser secretari polític de Baldomer Lostau. Més endavant, s'uní al lerrouxisme i tornà a Tarragona per organitzar el Partit Republicà Radical al Baix Camp i al Priorat.
Interessat en temes cooperativistes, va viatjar a Suïssa i a Bèlgica per estudiar aquests temes. Al tornar, impulsà una gran societat cooperativa, per la qual cosa va fundar el Banco de Ahorro y Construcción el 1922, entitat de la que en va ser president i que es dissolgué l'any 1960. El Banco de Ahorro y Construcción es basava en el principi cooperatiu, i tenia àmbit estatal. El seu objectiu fonamental era la construcció de barris obrers, en forma d'habitatges unifamiliars, de vegades agrupats, a l'empara de les lleis de cases barates de 1908, 1911, 1921 i 1924.
Cap al 1925 creà una gran granja avícola a Reus, començant la producció avícola intensiva a aquella ciutat. Va ser president l'Associació Provincial de Ramaders de Tarragona. Va fundar i dirigir El Monitor de la banca (1914-), que es publicava simultàniament a Barcelona i a Madrid. i que va ser molt influent en el món financer i de les assegurances. Va publicar gran quantitat d'articles sobre temes de cooperativisme i agricultura, i diversos llibres: Glosas cooperativistas,un recull dels articles publicats a El Imparcial de Madrid, (1930) El Problema de la vivienda social (1924) i Mi granja (1929). Cap al 1925 el seu pensament polític canvià, es va fer monàrquic i durant la dictadura de Primo de Rivera va ser Director General al Ministeri d'Agricultura. L'any 1936 va ser empresonat al vapor Uruguay, i fou alliberat gràcies a la seva amistat de joventut amb Frederica Montseny.
A Riudoms, adquirí els drets i impulsà la barriada coneguda com a Hort del Camp, però que oficialment porta el seu nom. També un dels carrers porta el nom del seu fill Josep Massó Aguiló, mort tràgica i prematurament. També cedí els terrenys per a la construcció de les primeres escoles públiques de la localitat. Igualment, féu donació de la imatge de la Soledat que hi ha a la capella de la Verge Maria i que és obra de l'escultor madrileny Federico Coullaut-Valera. Aquesta imatge surt a la processó del Sant Enterrament del Divendres Sant.